# تيرينس كوركوران
تيرينس كوركوران هو صحفي كندي، ولد في 6 نوفمبر 1942 في مونتريال في كندا.